# Unije
Unije (prononcé [ûːnijɛ], en italien : Unie) est une île de Croatie, étendue sur 16,92 km2. Elle fait partie de l'archipel de Cres-Lošinj, située dans la partie nord de la mer Adriatique. Il s'agit de la troisième plus grande île de l'archipel. L'île comporte de nombreuses baies et plages. Des collines basses touchent la côte, couvertes de maquis d'arbres méditerranéens à feuilles persistantes et d'oliviers.
La seule localité de l'île porte le même nom. Il s'agit d'un village typique de pêche et d'agriculture, composé de 280 maisons. Les maisons se trouvent sur une pente douce située sur une crique à l'ouest de l'île. Son port ne connaît pas une bonne protection durant des fortes tempêtes, en particulier celles provenant de l'ouest et du nord-ouest. Pendant des temps violents, les bateaux de plaisance doivent être sortis sur la plage caillouteuse alors que les grands bateaux doivent être amarrés sur l'une des baies protégées sur la côte est de l'île.